# Астраханкина, Галина Васильевна
Галина Васильевна Астраханкина (6 декабря 1924, Пермь — 25 ноября 2014, Петропавловск-Камчатский) — советская и российская театральная актриса Камчатского театра драмы и комедии, народная артистка РСФСР (1977).

## Биография
Окончила Свердловский театральный институт. Вместе с мужем Георгием Горицковым работала в театрах Вышнего Волочка, Йошкар-Олы.
В 1956 году супруги по контракту приехали на Камчатку.
В Камчатском театре Галина Астраханкина сыграла более 150 ролей.
Заслуженная артистка РСФСР (4 декабря 1969). Народная артистка РСФСР (31 октября 1977).
Награждена орденом Трудового Красного Знамени (5 августа 1991), медалью «За доблестный труд в Великой Отечественной войне 1941—1945 годов», медалью «50 лет Победы в Великой Отечественной войне 1941—1945 годов». Почётный гражданин Петропавловска-Камчатского (1996).
25 ноября 2014 года после продолжительной болезни скончалась на 90-м году жизни.